# Bodens landsfiskalsdistrikt
Bodens landsfiskalsdistrikt var 1952–1964 ett landsfiskalsdistrikt i Norrbottens län, bildat 1 juli 1952 när Bodens stads stadsfiskalstjänst indrogs och ersattes med en landsfiskal som skulle vara polischef och åklagare i distriktet. Dock skulle utmätningsman i Bodens distrikt vara landsfiskalen i Överluleå landsfiskalsdistrikt, vilken varit utmätningsman för Bodens stad sedan stadens bildande 1919. Den 1 juli 1957 (enligt beslut den 6 juni 1957) införlivades Överluleå landsfiskalsdistrikt och det utökade distriktet skulle benämnas Bodens landsfiskalsdistrikt, där det skulle finnas tre landsfiskaler med stationeringsorten Boden: en polischef och åklagare, en åklagare, och en utmätningsman. Den 1 januari 1965 avskaffades i Sverige samtliga landsfiskaler och landsfiskalsdistrikt, och deras arbetsuppgifter delades upp på de nyskapade indelningarna polisdistrikt, åklagardistrikt och kronofogdedistrikt.
Landsfiskalsdistriktet låg under länsstyrelsen i Norrbottens län.

## Ingående områden

### Från 1 juli 1952
- Bodens stad (endast i polis- och åklagarhänseende; utsökningsväsendet sköttes av landsfiskalen i Överluleå landsfiskalsdistrikt).[2]

### Från 1 juli 1957
- Bodens stad
- Edefors landskommun
- Överluleå landskommun